# Агроном (село)
Агроно́м (каз. Агроном) — село у складі Тайиншинського району Північноказахстанської області Казахстану. Входить до складу Кіровського сільського округу, раніше було у складі ліквідованої Ільїчівської сільської ради.
Населення — 99 осіб (2021; 172 у 2009, 207 у 1999, 270 у 1989).
Національний склад станом на 1989 рік:
- казахи — 40 %.